# Sensible World of Soccer
Sensible World of Soccer ili skraćeno SWOS je nogometna videoigra. 
Prvo verzija igre je izašla 1994. godine kao nasljednik igre Sensible Soccer, izdane 1992. godine. SWOS je kombinacija 2D nogometa s managerskim opcijama. Ono što ovu igru čini posebnom je to što ista sadrži mnoštvo profesionalnih klubova, liga i reprezentacija iz tog vremena skupa s većinom domaćih i međunarodnih natjecanja. Igra ukupno sadržava oko 1600 klubova i oko 22000 igrača (originalnih imena) kao i gotovo sve svjetske reprezentacije, Europske nogometne kupove, Europsko prvenstvo, Svjetsko prvenstvo i mnoga druga natjecanja.
Sam način igranja je vrlo jednostavan te uključuje samo jednu tipku za pucanje i za dodavanje, no usprkos tome igra je vrlo energična.
O značenju ove igre dovoljno je vidjeti da su Henry Lowood, kurator na History of Science and Technology Collections na Stanford University, game designeri Warren Spector i Steve Meretzky te istraživač Matteo Bittanti i novinar Christopher Grant sačinili listu 10 najvažnijih igara ikada, na koju je uvršten i Sensible World of Soccer.

## Career Mode
Glavni cilj Sensible World of Soccer-a je da vodiš klub po svom izboru (postoji i 1. HNL iz toga razdoblja), na način da ili sjediš i gledaš kako ti klub igra (tzv. Coach mod-s time da možeš birati hoćeš li gledati cijelu utakmicu ili tek konačni rezultat) ili da osobno upravljaš svojim igračima u pohodu na domaći naslov ili kup, kao i na europski ili čak svjetski naslov. 
Tijekom igre je moguće u svakom trenutku birati želi li se igrati, gledati utakmicu ili samo vidjeti konačan rezultat.
Svaka momčad sadrži 16 igrača u prvoj momčadi, kao i određeni broj igrača u rezervi od kojih neki mogu svojim igrama napredovati i postići veliku tržišnu vrijednost, dok većina ima nisku vrijednost i sposobnosti. Svaki od tih igrača imaju neke sposobnosti kao što su npr. brzina, pucanje, driblanje, udarac glavom.....  Njihova tržišna vrijednost je izračunata na temelju tih sposobnosti.  
Postoji opcija kupovanja igrača od drugih klubova kao i opcija zamjene igrača uz određenu nadoknadu.
Kako bi klub postao stabilan i zaradio što više novca, potrebno je osvojiti razna natjecanja kao što su domaće prvenstvo ili kup ili neki od Europskih nogometnih kupova. Po završetku svake sezone igrač dobiva ponude za treniranjem drugih klubova, a što klub biva uspješniji s vremenom dolazi i ponuda za vodstvom nacionalne reprezentacije, temeljem nacionalnosti koju igrač bira na početku karijere. Nacionalnu reprezentaciju se vodi kroz kvalifikacije za Europsko i Svjetsko prvenstvo u nogometu, te kroz sama prvenstva ako se prođu kvalifikacije.

## Povijest

### Sensible World of Soccer
Prvo izdanje iz 1994. godine za Amigu je imalo neke bugove koji su kasnije popravljeni s besplatnim update diskom (SWOS v1.1). PC verzija je došla 1995. godine kao floppy disk verzija te također i na CD-ROM-u.

### Sensible World of Soccer '95/'96
SWOS  '95/'96 Edition je bila poboljšana verzija za Amigu, s novim podacima, novim menijima i poboljšanim gameplay-em.

### SWOS European Championship Edition
U vrijeme eurposkog prvenstva u nogometu 1996. godine, izašao je SWOS European Championship Edition (aka ECE ili SWOSECE) za PC i Amigu. Ova verzija je bila identična SWOS-u '95/'96, ali je uključivala aktualne reprezentacije koje su nastupile na EURU 96. 

### Sensible World of Soccer '96/'97
Izdanje iz 1996. godine je bio konačna i po mnogima najbolja verzija SWOS-a za Amigu (2 diska) i PC (CD-ROM). Sadržavala je mnoštvo novih podataka za navedenu sezonu. 

### Povratak
Nakon što je tvrtka Codemasters preuzela Sensible Software 1999. godine, tek su 2005. odlučili izdati Sensible Soccer kao igru za mobitel. 2006. godine Codemasters je izdao igru Sensible Soccer 2006 za Xbox i PS2, ali je igra imala neke bugove koje isti nikada nisu niti pokušali popraviti. Codemasters je također 2007. godine izdao SWOS za Xbox LIVE Arcade, bez ikakvih službenih najava. 

## Vanjski izvori
- www.swos-game.com[neaktivna poveznica] - Službena stranica
- www.sensiblesoccer.de - Najveća SWOS zajednica
- www.purplesensi.co.uk  Arhivirana inačica izvorne stranice od 24. srpnja 2009. (Wayback Machine) - Infostranica o Sensible Software-u
- database.swos.info  Arhivirana inačica izvorne stranice od 18. travnja 2009. (Wayback Machine) - Baza podataka za SWOS '96/'97
- www.sensibledays.de  Arhivirana inačica izvorne stranice od 15. kolovoza 2008. (Wayback Machine) - Sensible Days